# این انگلستان است
این انگلستان است یا این‌جا انگلستان است (انگلیسی: This Is England) فیلمی به کارگردانی شین مدوز است که در سال ۲۰۰۶ منتشر شد. از بازیگران آن می‌توان به استیون گراهام، روزاموند هانسون، جک اوکانل و فرانک هارپر اشاره کرد.
این فیلم موفق شد جایزهٔ بهترین فیلم بریتانیایی بفتا (الکساندر کُردا) را در سال ۲۰۰۸ از آنِ خود کند.